# 항기호
항기호(項記號, 영어: term symbol)는 다전자원자의 총 방위 양자수를 나타낸 기호이다. 항기호는 {\displaystyle ^{2S+1}L_{J}}으로 나타내며 S는 총 스핀, 2S+1은 스핀 다중도, J는 총 방위 양자수, L은 총 각운동량 양자수를 라틴 알파벳으로 표시한 것으로 오비탈 기호의 대문자와 같다. J는 Jmax = L + S 와 Jmin = |L − S| 사이의 값을 가질 수 있다.

## 같이 보기
- 스핀-궤도 상호작용
- 각운동량 결합